# Турова (округ Зволен)
Турова (словац. Turová, угор. Zólyomtúr) — село, громада в окрузі Зволен, центральна Словаччина. Кадастрова площа громади — 6,98 км². Населення — 415 осіб (за оцінкою на 31 грудня 2017 р.).
Перша згадка 1424 року.

## Географія
Протікає річка Турова

## Населення
| Рік:            | 1994. | 2004.   | 2014.    | 2024.   |
| --------------- | ----- | ------- | -------- | ------- |
| Кількість осіб: | 358   | 352     | 416      | 450     |
| Різниця:        |       | -1,67 % | +18,18 % | +8,17 % |

| Рік:            | 2023. | 2024.   |
| --------------- | ----- | ------- |
| Кількість осіб: | 454   | 450     |
| Різниця:        |       | -0,88 % |